# Batalha de Brava
A Batalha de Brava foi um encontro armado entre o Império Português e a cidade de Brava, na coasta oriental de África, actual Somália. Os portugueses levaram a cabo um desembarque anfíbio e saquearam a cidade.

## A batalha
Em fevereiro de 1507, uma armada de 16 navios comandada por Tristão da Cunha atracou em Melinde, a caminho da Índia. O rei de Melinde era um vassalo fiel dos portugueses desde a viagem inaugural de Vasco da Gama à Índia em 1497 e, nesta ocasião, o rei solicitou ajuda dos portugueses contra as cidades hostis de Oja, Lamo e Brava. Oja foi saqueada e Lamo foi subjugada sem luta.[carece de fontes?]
Ao chegar a Brava, os portugueses primeiro ofereceram à cidade a oportunidade de se renderem, que foi recusada. Os portugueses prepararam-se para atacar a cidade e relataram que suas defesas incluíam um muro e 4.000 guerreiros.
Na manhã seguinte, Tristão da Cunha e Afonso de Albuquerque lideraram dois grupos de assalto em terra. 2.000 homens saíram da cidade para lutar contra os portugueses na praia, mas foram rechaçados e obrigados a recuar para a cidade. Sob ataque de flechas de fogo, os portugueses escalaram a muralha num ponto fraco. Muitos habitantes fugiram, mas os que permaneceram morreram na luta. A cidade foi então saqueada e incendiada à vista dos sobreviventes que haviam fugido.

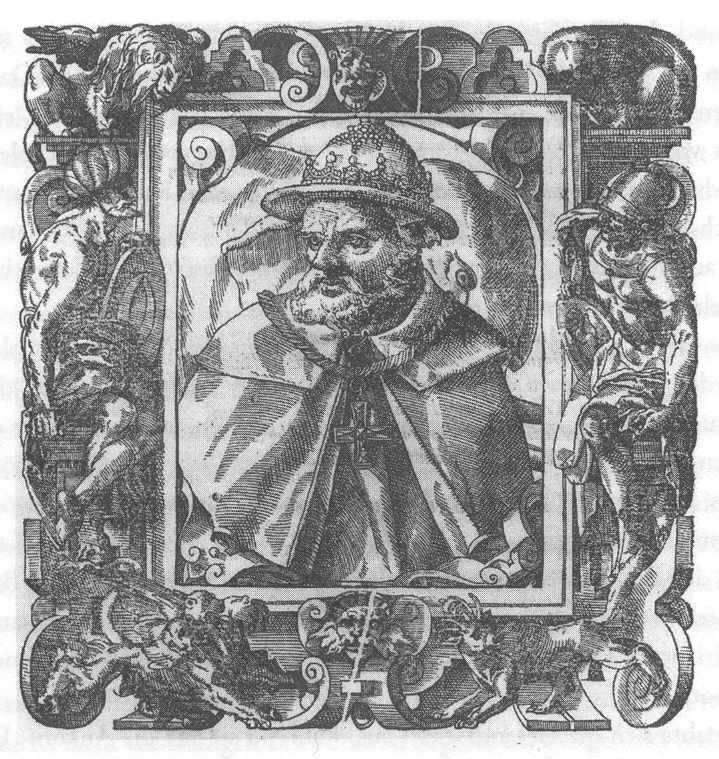
Tristão da Cunha.

Os portugueses seguiram depois para a Ilha de Socotorá, que conquistaram.